# Ministère du Portefeuille
Le ministère du Portefeuille de la république démocratique du Congo est le ministère responsable pour la participation de l'État congolais dans les entreprises publiques, commerciales et d'économie mixte.

## Missions
- Création et transformation des entreprises publiques ;
- Administration, gestion et rentabilisation du portefeuille de l’État ;
- Acquisition et gestion des participations de l’État dans les entreprises d’économie mixte ;
- Création et participation à la création des entreprises à caractère industriel ou commercial ;
- Gestion des mandataires publics dans les entreprises du portefeuille de l’État (entreprises publiques transformées en sociétés commerciales et sociétés d’économie mixte) ;
- Contrôle, à travers les audits externes, de la gestion des entreprises du portefeuille de l’État, en collaboration avec le ministère ayant les finances dans ses attributions.

## Organisation
Le ministère du portefeuille compte un effectif de 453 personnes répartis comme suit:
- Secrétariat général (170 personnes)
- Direction des études, planification et documentation
- Direction administrative et financière
- Direction de la création et restructuration des entreprises du portefeuille
- Direction de l'administration, gestion et rentabilisation du portefeuille de l’État
- Direction d'archives, nouvelle technologie de l'information et communication
- Cellule de gestion des projets et marchés publics
- Comité de pilotage pour la reforme des entreprises publiques (38 personnes)
- Conseil supérieur du portefeuille (245 personnes)